# Sabijnsche-maagdenroof
Sabijnsche-maagdenroof is een gedicht van de Nederlandse schrijver Louis Couperus met als onderwerp de Sabijnse maagdenroof.

## Geschiedenis

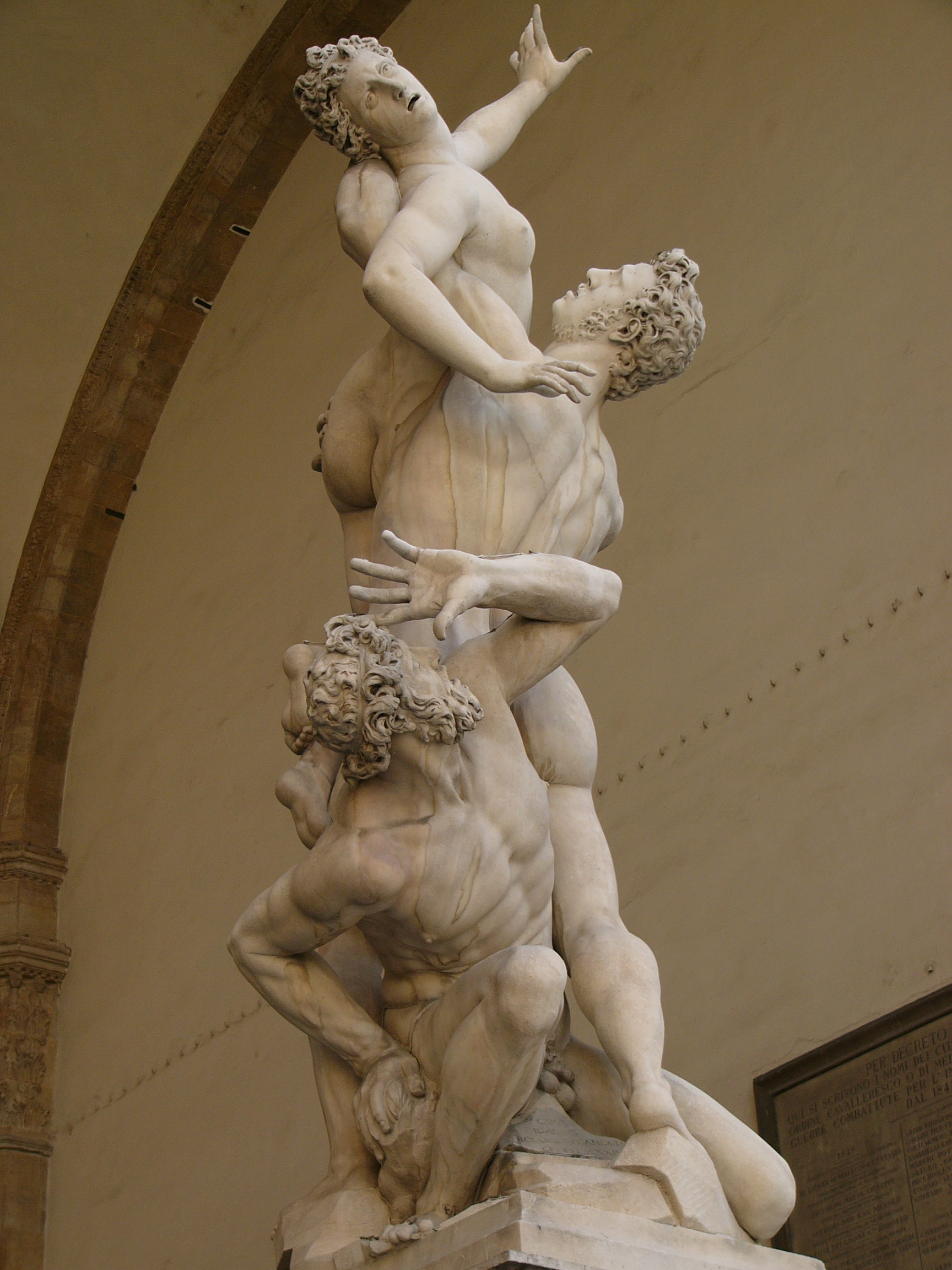
De Sabijnse maagdenroof (1583) door Giambologna in de Loggia dei Lanzi.

Het gedicht van Louis Couperus (1863-1923) verscheen voor het eerst in Groot Nederland in 1908. Daarna verscheen het pas opnieuw in de door Marc Galle verzorgde bloemlezing Schimmen van glans in 1964. In 1975 bracht Ronald Breugelmans het Nagelaten werk van Couperus uit; hij vergat daarbij dit gedicht waarna als een soort erratum het gedicht Sabijnsche-maagdenroof afzonderlijk werd gedrukt als uitgave van de Slofpers in een oplage van slechts 30 exemplaren. Daarna werd het opgenomen in het 49e deel van de Volledige Werken Louis Couperus. Een handschrift is niet overgebleven.